# Trichoplusia arachnoides
Trichoplusia arachnoides là một loài bướm đêm trong họ Noctuidae.